# Helena Grabschrift-Taffet
Helena Grabschrift-Taffet (ur. 18 kwietnia1909 w Tuchowie, zm. 2002) – polska malarka i graficzka pochodzenia żydowskiego. 

## Działalność artystyczna
Nauki malarstwa pobierała na Akademii Sztuk Pięknych w Krakowie w latach 1929-1938 pod okiem Władysława Jarockiego, Wojciecha Weissa i Władysława Komockiego. Swoją pierwszą wystawę miała w marcu 1939 roku, w lokalu Żydowskiego Towarzystwa Teatralnego. 

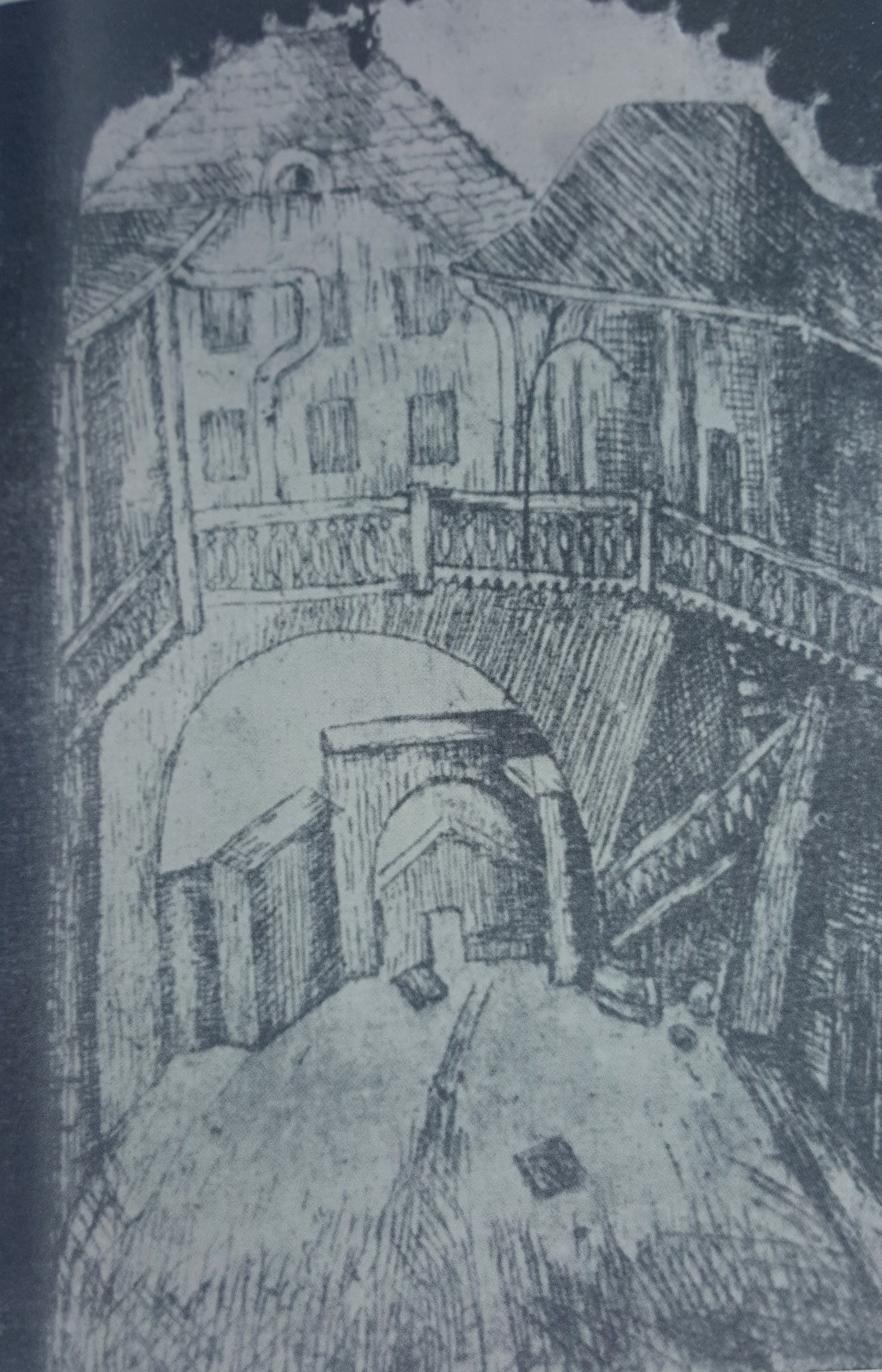
Podwórko Teheran 1943

W 1938 roku została przyjęta w skład zarządu Zrzeszenia Żydowskich Artystów Malarzy i Rzeźbiarzy. W ramach swojej aktywności przygotowała dla członków Zrzeszenia dwie wystawy: w lutym i w maju 1939 roku.    
Podczas II wojny światowej przebywała na terenach Związku Radzieckiego. Wraz z armią generała Andersa dotarła do Iranu. W 1943 roku, w Teheranie, wzięła udział w wystawie prac Zawodowego Związku Polskich Artystów Plastyków.

## Charakterystyka stylu
Tematem jej prac były pejzaże letnie i zimowe, krajobrazy tatrzańskie oraz portrety, akty i martwa natura. Tworzyła w technice akwaforty malując głównie miejskie zaułki, dachy, przedmieścia. Jej akty charakteryzowały się bryłowatością ciała ludzkiego. Jej prace doceniane były za wartości kolorystyczne; wysoko cenione były jej grafiki.